# PBX

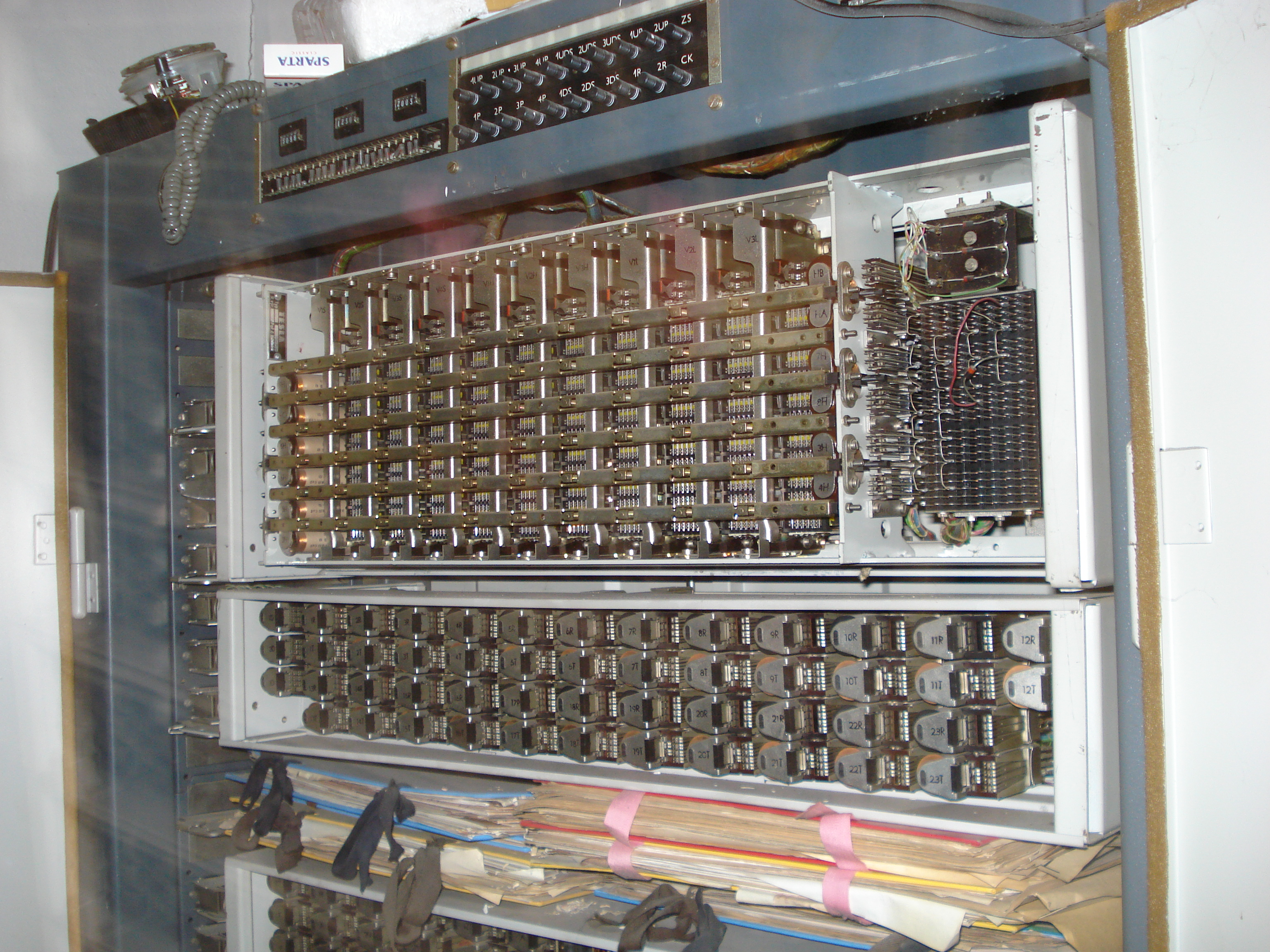
Telefonní ústředna TESLA

Pobočková telefonní ústředna, PBX (Private branch exchange) je zařízení (počítač), které sjednocuje výstupní body všech firemních telefonů do veřejné telefonní sítě. PBX mělo kromě zjednodušení obsluhy také ohromný dopad na úspory. Místo vedení poplatků za každé telefonní číslo, platila firma pouze přístupový bod.

## Výhody systému PBX
- Centralizovaná struktura celé organizace
- Velmi vysoká spolehlivost (až 99,999 % – mimo provoz několik minut ročně)
- Jednoduchá implementace do analogových sítí

## Historie
Již v první polovině 20. století se stal telefon běžnou součástí pracovního prostředí. Větší firmy však mohou vlastnit stovky až tisíce telefonních přístrojů. Pokud by měla firma platit za každý telefon linku do veřejné telefonní sítě zvlášť, náklady by byly enormní. Proto vznikla potřeba najít řešení, kdy se vnitřní telefonní síť podniku spojuje s veřejnou sítí pomocí jednoho vstupního/výstupního bodu.
Začátkem 20. století ještě fungovaly telefony tak, že po zvednutí sluchátka došlo ke spojení s operátorem telefonní společnosti, který teprve na základě požadavku volajícího přepojil ručně hovor k volanému. V roce 1881 si nechal podnikatel Almon Brown Strowger patentovat krokový volič (anglicky Strowger switch nebo step-by-step switch), který dokázal interpretovat jednu číslici volaného čísla a vytvořit tak cestu mezi přístrojem volaného a přístrojem volajícího. Krokový volič se stal základním kamenem elektromechanických telefonních ústředen. V roce 1924 jej převzala firma AT&T, která jej začala používat pro budování PBX ústředen.

## Budoucnost PBX
Pobočkové ústředny byly sice vyhovující pro běžné organizace, avšak pro potřeby organizací, které vlastní Call centra, měly PBX nedostatek funkcí. V osmdesátých letech začaly být doplňovány o zařízení, zajišťující přednastavenou logiku směrování hovorů, jako například ACD nebo IVR. S rozmachem počítačů začaly být systémy PBX postupně doplňovány o zařízení zvané Computer telephony integration, neboli CTI.